# Kopfbedeckung

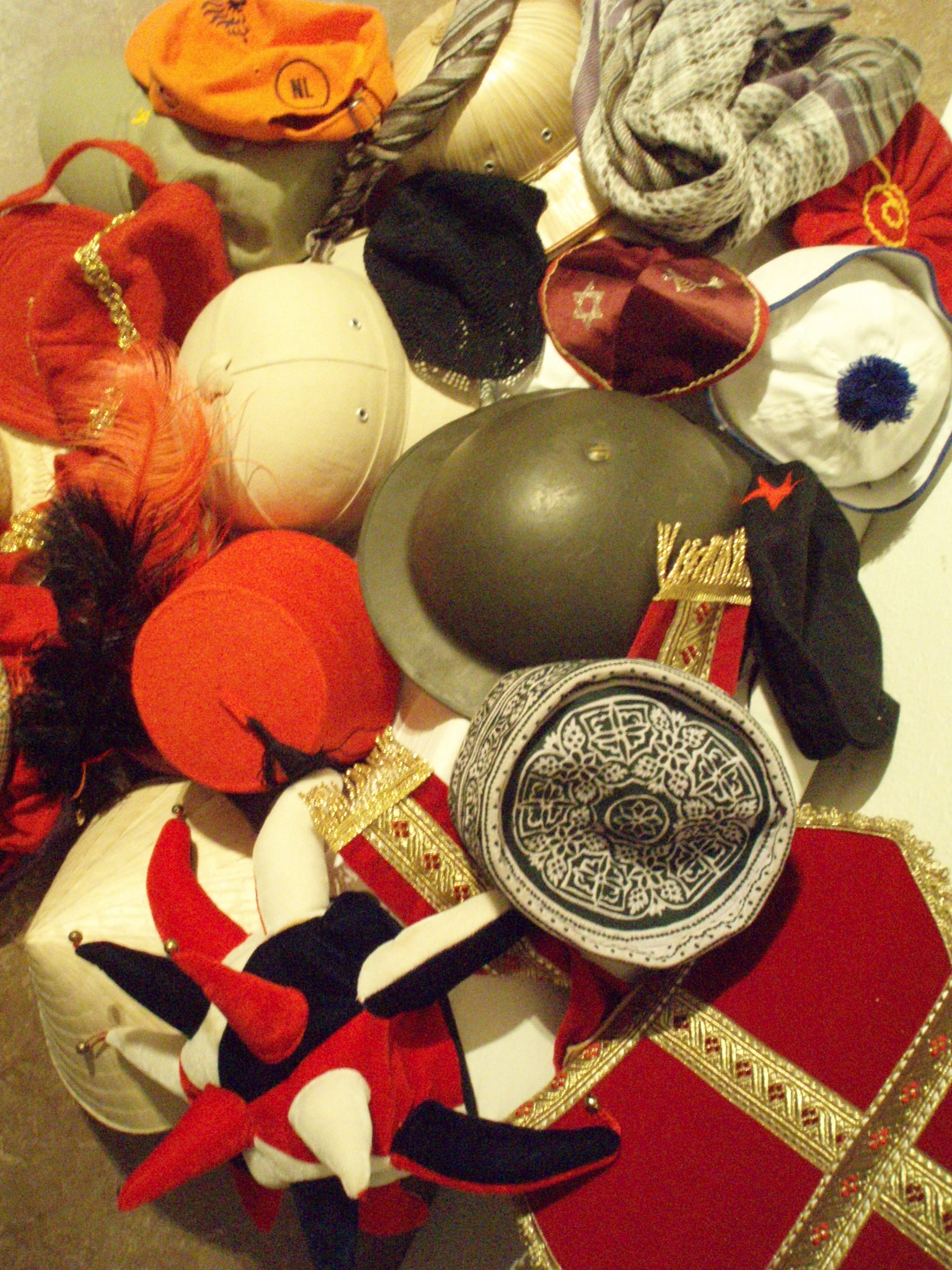
Verschiedene Kopfbedeckungen: vom Helm über den Fes bis zur Narrenkappe

Eine Kopfbedeckung ist ein Kleidungs- oder Schmuckstück zur Bedeckung des Kopfes. Dies schließt auch größere Kleidungsstücke ein, die zusätzlich zum Kopf auch den Hals, die Schultern oder den ganzen Körper bedecken, dazu alle Arten von Kränzen, Bändern und Haarschmuck, die das Haar zusammenhalten, sowie einige Arten von Masken.
Kopfbedeckungen können schützende, zierende und auszeichnende Funktionen übernehmen. Wichtig ist oft ihre sozialpsychologische und semiotische Bedeutung, als Zeichen der Zugehörigkeit zu einer bestimmten Gruppe oder Hierarchie.

## Schutzfunktionen

### Schutz gegen die Witterung

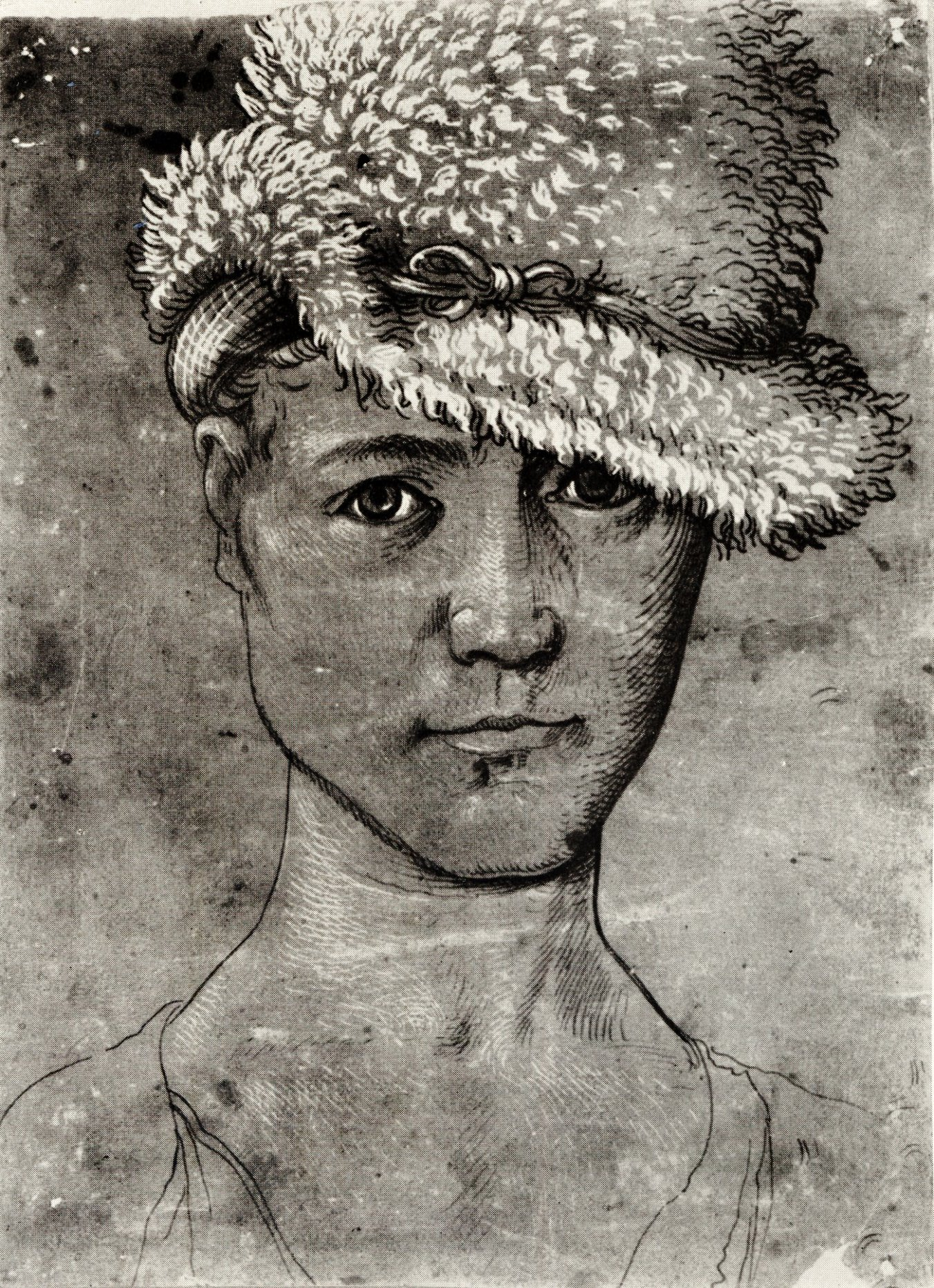
Mann mit hutartiger Pelzhaube (Selbstporträt des jungen Hans Baldung)

Bei ihrer Verwendung gegen Sonne, Kälte, Wind und Regen ergänzt oder ersetzt die Kopfbedeckung die natürliche Schutzfunktion des menschlichen Kopfhaars. Im Fall von Perücken wird sogar das Aussehen des Kopfhaares nachgeahmt. Damit Atmung und Orientierung des Trägers nicht behindert werden, bleiben Augen, Nase und Mund meist unbedeckt, weniger oft die Ohren. Gegen extreme Witterungsbedingungen wird zuweilen aber auch das Gesicht maskenartig bedeckt.
- Hüte aus meist festem, steifen Material, wie Filz, Stroh, Bast oder Leder, weisen oft, aber nicht immer, eine umlaufende Krempe auf, die sowohl das Gesicht als auch Ohren und Nacken gegen Regen und/oder Sonne schützen sollen.
  - Hüte mit Krempe: Aus dem breitkrempigen Schlapphut entwickelte sich der Dreispitz und Zweispitz. Die Melone mit rundem Hutkopf und die flache Kreissäge sind steife Hüte. Beim steifen und sehr hohen Zylinder überwiegt jedoch bereits die Schmuck- und Zeichenfunktion vor der Schutzfunktion. Der Panama-Hut oder der Kalabreser sind hingegen weich, auch der Südwester.
  - Hüte ohne Krempe: asiatischer Kegelhut, Fes, Topfhut etc.
- Mützen aus meist weichem Material, wie Wolle, Pelz, Samt, Baumwolle, dienen tendenziell eher dem Schutz gegen Kälte. Seit dem 19. Jahrhundert sind sie vermehrt mit einem steifen Schirm versehen, der nur die Augen beschattet.
  - Schirmlose Mützen: Zipfelmütze, Barett, Baskenmütze etc.
  - Schirmmützen: Schiebermütze, Prinz-Heinrich-Mütze, Baseballcap etc.
- Kapuzen dienen darüber hinaus auch als Schutz gegen Kälte und Wind. Anders als Hüte und Mützen bzw. Kappen können Kapuzen nicht vom Wind davongetragen werden.

### Schutz gegen Verletzungen

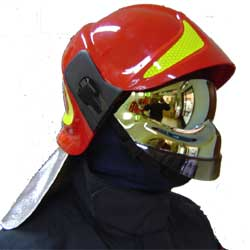
Portugiesischer Feuerwehrhelm

In dieser Funktion ergänzen die Kopfbedeckungen die Schädelknochen, besonders die Schädelkalotte.
- Helme, aus stoß- und schlagfestem Material wie Metall, Leder, Kunststoff
  - Stahlhelme werden besonders von Soldaten getragen
  - Im zivilen Bereich sollen Anstoßkappen und Schutzhelme Kopfverletzungen vermeiden. Ein Tropenhelm soll gegen Hitzschlag schützen, ein Taucherhelm gegen den Wasserdruck.
- Masken: Eine Atemschutzmaske schützt beispielsweise gegen giftige Gase, ein Schweißerschutzfilter gegen das „Verblitzen“ der Augen, die Imkermaske gegen Bienenstiche. In manchen verletzungsintensiven Sportarten, etwa Eishockey trägt besonders der Torwart, zusätzlich zum Helm eine Torwartmaske.
- Visiere aus einem gewölbten Blatt PET oder PC schützen vor Spritzern von aggressiven Chemikalien oder infektiösem Material auf die Augen oder ins Gesicht.
- Holzarbeiter mit Kettensäge und Arbeiter an Hochspannungsanlagen schützen sich mit einem Visier aus Metalldrahtgeflecht.

### Bedeckung des Haares und Schutz vor Blicken
- Kopftücher und Schleier bieten Schutz vor Wettereinwirkungen und Blicken und bändigen das Haar. Zahlreiche Varianten sind bekannt, beispielsweise das Bandana.
- Hauben aus leichtem Gewebe und anderem empfindlichem Material (Draht, Fischbein, Pappe) dienen seit dem Mittelalter dazu, das Haar (verheirateter) Frauen zu verhüllen. Die praktische Funktion der Haarbändigung wird hier allerdings schon größtenteils durch die Symbol- und Schmuckfunktion überlagert.
- Kostümmasken machen den Träger gänzlich unkenntlich. Auch Kapuzen und Sturmhauben können vorrangig zur Unkenntlichmachung dienen. Bei Helmen mit Gesichtsschutz (Visier etc.) ist dieser Effekt meist nicht beabsichtigt, tritt aber trotzdem ein.

### Haarbändigung

Das Wappen Korsikas

Langes Haar kann die Sicht behindern bzw. sich an Hindernissen oder Arbeitsgeräten verfangen. Deshalb wird es zuweilen durch besondere Kopfbedeckungen, wie den Haarreif, zusammengehalten.
- Calotten wurden seit dem Spätmittelalter unter anderen Kopfbedeckungen wie dem Barett getragen.
- Haarnetze, Einweghäubchen aus dünnem Vlies mit Gummizug und Kochmützen sind Teil von Arbeitskleidung, die aus Gründen der Hygiene und Sauberkeit in der Küche, bei der Lebensmittelverarbeitung, beim Lackieren, bei Arbeiten an feiner Mechanik und Elektronik, im medizinischen Operationssaal und im Reinraum getragen werden. Bei hohem Reinraumstandard kommen Overall mit Kapuze und Überschuhe dazu.
- Stirnbänder können zusätzlich Schweiß aufsaugen und Ohren wärmen.
- Haargummis und Haarreif sind auf ein Minimum reduzierte Haarbändiger.

## Zeichenfunktionen

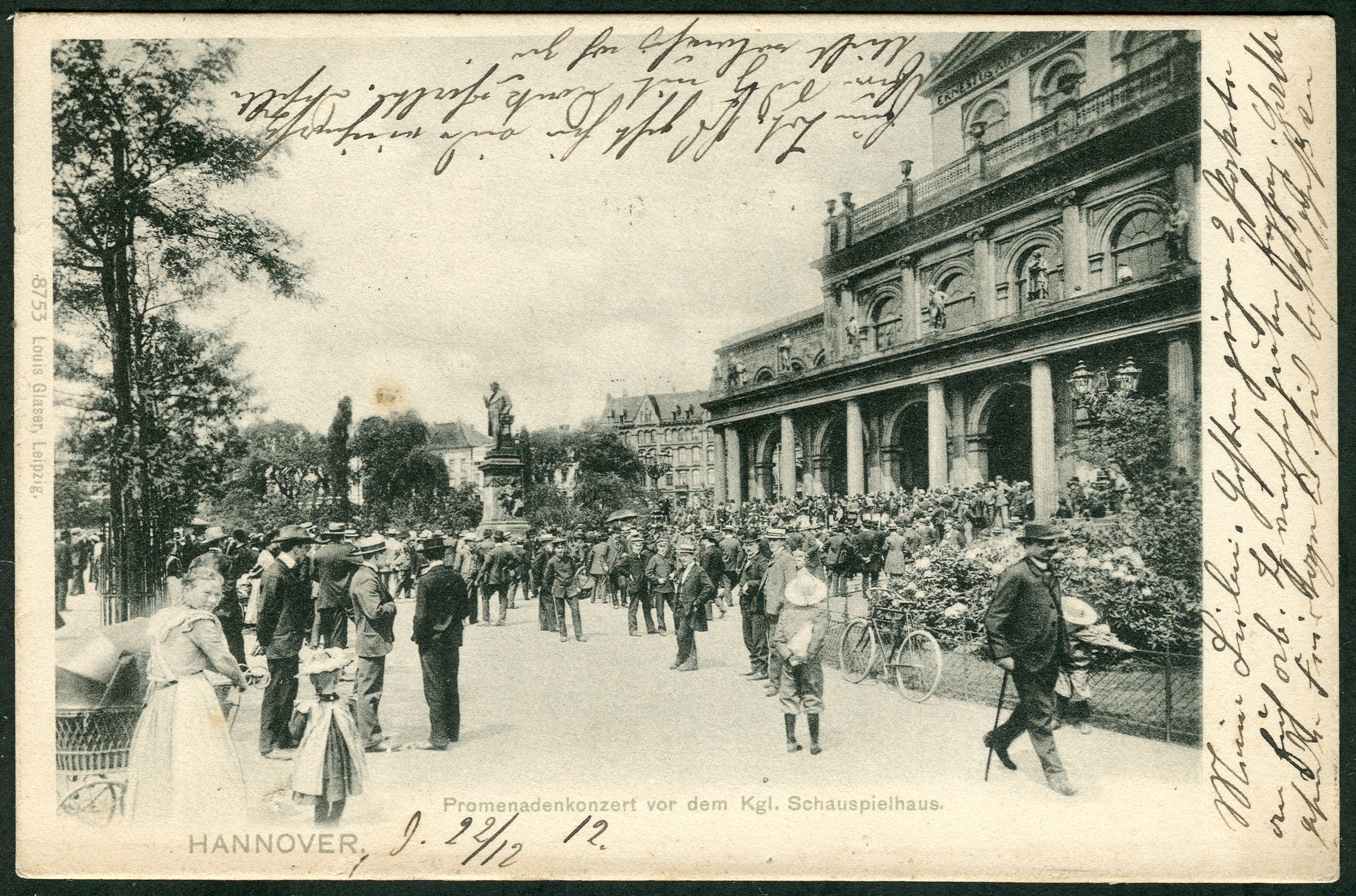
Sozialer Status: Beim sonntäglichen Promenadenkonzert in Hannover trug lediglich das Kindermädchen keinen Hut;
Ansichtskarte Nr. 8753 von Louis Glaser

In gemäßigten Klimaten ist das Tragen einer Kopfbedeckung keineswegs unabdingbar. Im Laufe der Geschichte gab es deshalb immer wieder Perioden, in denen es die Ausnahme war, Barhäuptigkeit hingegen die Regel. Wie jede Kleidung haben Kopfbedeckungen, neben ihren praktischen Funktionen und ihrer Schmuckfunktion, auch eine wichtige sozialpsychologische Bedeutung, umso mehr durch ihre wortwörtlich „hervorgehobene Stellung“ und gute Sichtbarkeit. Deshalb kam ein unbedecktes Haupt zu anderen Zeiten nahezu der Nacktheit gleich.

### Gruppenzugehörigkeit

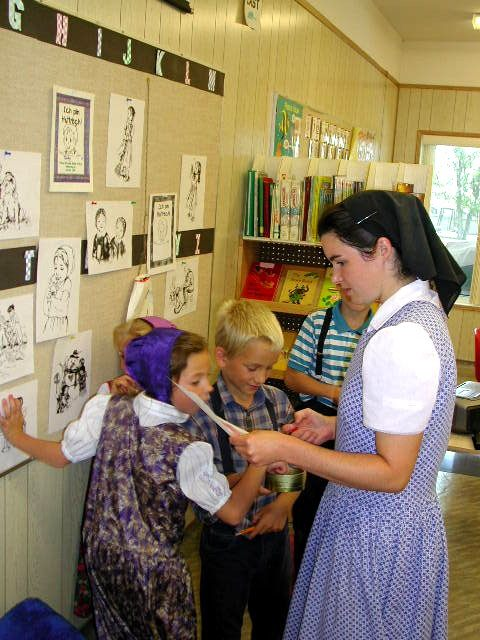
Hutterische Frau mit einem Kopftuch, Mädchen mit einer Haube

Durch gleichförmige oder ähnliche Kopfbedeckungen kann der Träger seiner Zugehörigkeit zu unterschiedlichsten Gruppen Ausdruck geben.
- Geschlecht, Stand, Alter: In den Volkstrachten des 19. Jahrhunderts wurden Kopfbedeckungen von Männern und Frauen streng unterschieden. Besonders die Hauben der Frauen wurden oft noch zusätzlich differenziert für ledige, verheiratete oder verwitwete Frauen (nur selten gab es besondere Kappen für unverheiratete Männer) oder gemäß dem Anlass: im Alltag, beim Kirchgang, bei der Hochzeit, während der Trauerzeit etc. Heute sind diese Differenzierungen weitestgehend geschwunden.
- Religion: In Judentum und Islam ist das Tragen der Kippa und der Takke im Gottesdienst für alle Männer üblich, bei orthodoxen auch im Alltag. Frauen tragen entsprechend eine das Haar bedeckende Kopfbedeckung (Kopftuch, Haube, Hut, Mütze, Perücke). Für Sikhs ist das Tragen des Dastars eine religiöse Pflicht. Christliche Ordensgemeinschaften unterscheiden sich u. a. durch ihre unterschiedlichen Kopfbedeckungen, ähnlich verschiedene Schulen des tibetischen Buddhismus („Rotmützen“, „Gelbmützen“, „Schwarzmützen“). Manche christliche Gruppen, die Kopfbedeckungen tragen, sind die Hutterer[2], die Amish People und Bruderhof[3] Mitglieder.
- Politik: die roten Baskenmützen als Symbol des Carlismus, die Schlägermützen des Spartakusbunds, die braunen Schaftmützen der SA etc.
- Militär, siehe: Militärische Kopfbedeckung

- Berufskleidung: Kluft (Zunftkleidung), Kochmütze, Schaffnermütze, Haube der Krankenschwester etc.
- Studentenmützen zeigen die Zugehörigkeit zu bestimmten Verbindungen an.

- Abstammung: die schwarzen oder grünen Turbane der Nachkommen des Propheten Mohammed.

### Ausgrenzung

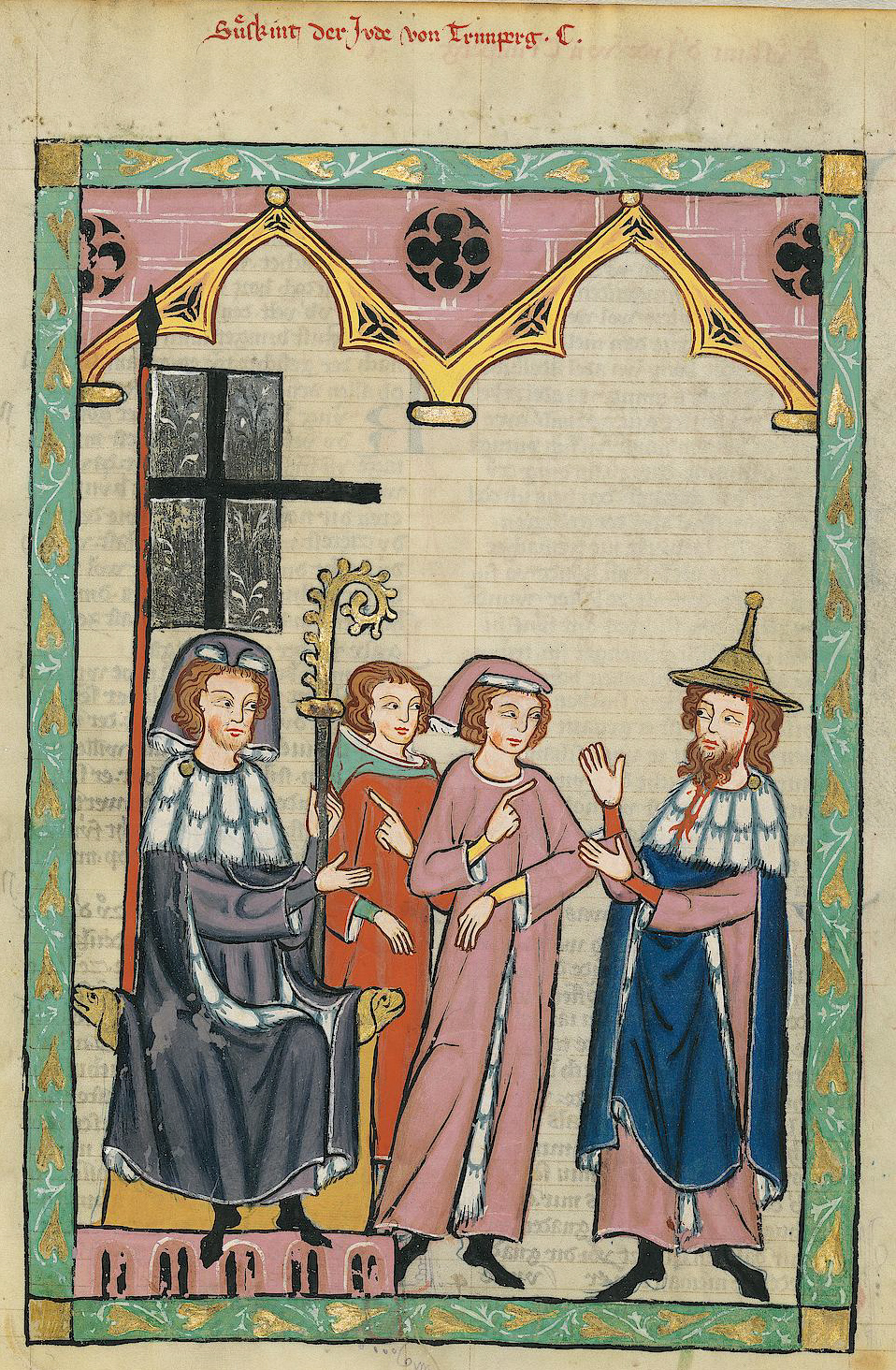
Der jüdische Spruchdichter Süßkind von Trimberg rechts im Bild mit Judenhut, 14. Jhd.

Andererseits kann eine Kopfbedeckung, genau im Gegenteil, zur Ächtung ihres Trägers und zur Ausgrenzung einer bestimmten Gruppe aus der Mehrheitsgesellschaft dienen.
- Judenhut, die Carocha verurteilter Ketzer, auch die Narrenkappe

### Autorität, Herrschaft und Privilegierung
Besondere Kopfbedeckungen, die durch ihre Höhe, Breite, Farbe oder Verzierungen imponieren sollten, wurden ursprünglich wohl den Gottheiten selbst zugesprochen, später den Priesterkönigen und ihren Priestern, zum Beispiel die Doppelkrone der Pharaonen, die Tiara der altpersischen Großkönige. In der Bibel wird der Turban (Kopfbund) als Kopfbedeckung der Hohepriester in Israel genannt. In dieser antiken Tradition steht auch die Mitra und der Stephanos christlicher Bischöfe. Bis in das 11. Jahrhundert gingen die gewöhnlichen christlichen Geistlichen hingegen barhäuptig, erst später übernahmen sie das Birett/Barett.
Alexander der Große übernahm das Diadem von den Persern (ursprünglich ein Stirnband, das um die Tiara gewunden wurde); auch der griechisch-römische Lorbeerkranz wurde später aus Metall gefertigt. Als erste Germanen verwandten die Könige der Vandalen das Diadem als Insigne. Hieraus entwickelte sich die Krone der abendländischen Kaiser und Könige.
Aber auch der gewöhnliche Hut konnte ein Herrschaftssymbol sein: Schon im Sachsenspiegel wird der Schultheiß durch seine Kopfbedeckung vor den anderen Bauern hervorgehoben. Ebenso wird der Lehnsherr oft mit einer Kopfbedeckung dargestellt, der Belehnte hingegen barhäuptig. In Zeiten der allgemeinen Verbreitung von Kopfbedeckungen musste deshalb der Rangniedrigere den Hut zum Gruß abnehmen. Der Ranghöhere konnte ihn aufbehalten. Ein bekanntes Beispiel ist der Gesslerhut, dem man sogar in Abwesenheit des Trägers zu huldigen hatte. Ähnliche Stellvertreterfunktion hatte der Hut, der zur Eröffnung eines Marktes auf einer Stange aufgestellt wurde. Er symbolisierte den Schutz des Marktrechts durch den Marktherren.
Allgemein galt der Hut (ähnlich wie die Hose) auch als Zeichen der Herrschaft des Ehemannes über seine Ehefrau. Die Sitte, vor Frauen jeglichen Standes den Hut zu ziehen, kam erst an den galanten Adelshöfen des 18. Jahrhunderts auf.
Die Haube, im Gegenzug, stand für die Unterordnung der Frau unter den Willen des Mannes, der Schleier (besonders der Schleier der Nonnen) galt als ein Zeichen der Demut vor Gott. Aus diesem Grund brauchten diese typisch weiblichen Kopfbedeckungen auch nicht vor höhergestellten Personen oder im Gottesdienst abgenommen zu werden – ganz im Gegenteil.
Das Barett war im späten Mittelalter die Kopfbedeckung der Fürsten und Grafen, die auch die Gerichtsbarkeit innehatten. In der frühen Neuzeit wurde es von Juristen übernommen, besonders von Richtern, sowie allgemein von Gelehrten (siehe: Doktorhut). Eine Mischform aus Krone und Barett ist der Kurhut der Kurfürsten.

### Politische Freiheit
Im Alten Rom war der Pileus das Erkennungszeichen der freigelassenen Sklaven und wurde so zum Symbol der Freiheit allgemein.
Die Friesen zur Zeit der Friesischen Freiheit führten in Kriegszeiten einen Hut als Feldzeichen. In den Wappen vieler Schweizer Kantone findet sich der Tellenhut als Freiheitszeichen. Die Vereinigten Niederlande gaben Münzen heraus, auf die ein Hut geprägt war, um ihrem republikanischen Unabhängigkeitswillen gegenüber der spanischen Habsburgermonarchie auszudrücken.
Nach der Glorious Revolution in Großbritannien wurden die breitkrempigen Hüte mit kegelstumpfförmiger Krone zu einem Erkennungszeichen der Puritaner und Quäker. Noch während des Amerikanischen Unabhängigkeitskrieges kehrte der Puritanerhut aus Nordamerika nach Kontinentaleuropa zurück und wurde in der Zeit des Sturm und Drang zu einem Bestandteil der Werthertracht, die bei der aufbegehrenden, idealistischen und überschwänglichen deutschen Jugend in Mode kam.

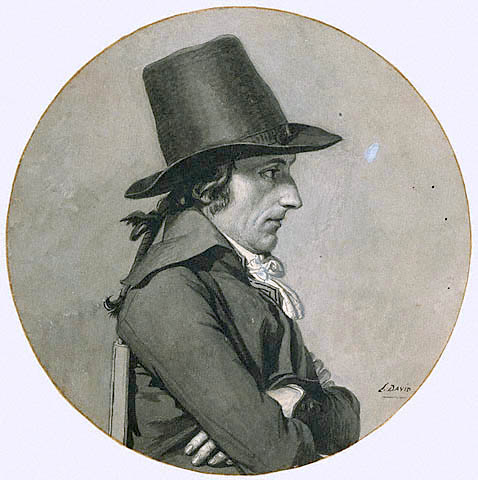
Porträt von André Antoine, 1795

Bei der französischen Nationalversammlung von 1789 trugen die liberal gesinnten Deputierten ähnliche Hüte aus Woll- oder Biberhaarfilz, allerdings mit schmalerer Krempe und mehr zylinderförmig. Als Zeichen der Emanzipation behielten sich nun auch die Bürger das Recht vor, ihre Hüte in Gegenwart von Adeligen aufzubehalten. Anderseits wurde erwartet, dass die Höflichkeitsgeste des Hutlüftens nun auch von Adeligen erwidert wurde.
Die radikaleren Anhänger der Jakobiner trugen hingegen die antikisierende Jakobinermütze. Obwohl sie schon nach dem Ende der Terrorherrschaft wieder aus dem Straßenbild verschwand, wurde sie zum eigentlichen Symbol der Französischen Revolution und fand Eingang in viele Landesflaggen und Wappen mittel- und südamerikanischer Staaten, die in den ersten Jahrzehnten des 19. Jahrhunderts ihre Unabhängigkeit erlangten.
In Kontinentaleuropa, bis hin nach Russland, wurden die Träger von Zylinderhüten von der Obrigkeit weiterhin mit Misstrauen betrachtet, da man sie generell republikanischer, antimonarchistischer Umtriebe verdächtigte. Erst nach dem Ende der napoleonischen Kriege setzte sich der Zylinder allgemein durch. Frauen, die Männerhüte aufsetzten (auch Zylinder), gaben damit ihrer emanzipatorischen Gesinnung Ausdruck.
Eine konträre Symbolkraft besaß die Männerperücke. Während sie im revolutionären Frankreich abgeschafft wurde, war es zum Beispiel preußischen Beamten strengstens verboten, sie in der Öffentlichkeit abzulegen.
Das Barett, das im Rahmen der sogenannten Altdeutschen Tracht während der Befreiungskriege als Ausdruck einer nationalliberalen, antifranzösischen Gesinnung propagiert wurde, konnte sich nur in Studenten- und Künstlerkreisen (Bohème) behaupten.
Zur Zeit der Märzrevolution von 1848 hatte der (mit Seide bespannte) Zylinder sein revolutionäres Image verloren und war besonders in Gestalt des Chapeau Claque aus Satin, ganz im Gegenteil, zur Kopfbedeckung des konservativen Großbürgertums geworden. So übernahm der weiche, breitkrempige Kalabreser, der Hut der italienischen Freiheitskämpfer, zeitweilig die Rolle des „Demokratenhutes“. Gegen Ende des 19. Jahrhunderts erlitt dieser Hut aber dasselbe Schicksal wie der Zylinder: er wurde vom Großbürgertum und von den ostelbischen Junkern übernommen und, zum Beispiel, zum Lieblingshut des alten Bismarck.
Ein neueres Beispiel für eine Kopf- bzw. Gesichtsbedeckung mit revolutionärem Anspruch ist die Guy-Fawkes-Maske.

### Gemütszustand

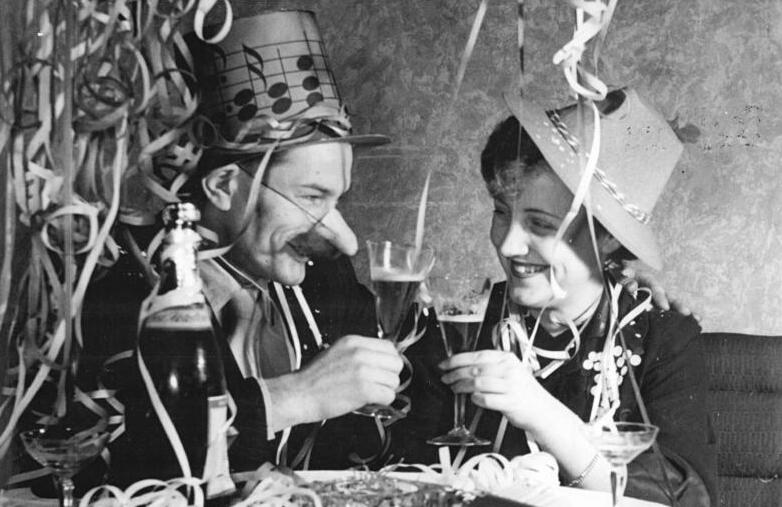
Papierhüte am Silvesterabend 1953

Darüber hinaus können Kopfbedeckungen auch Ausdruck von Emotionen sein, zum Beispiel
- Freude und Ausgelassenheit: diverse Hütchen und Masken im Faschingskostüm, selbstgeflochtene Blumenkränze, Kopfbedeckungen, die mit bunten Bändern oder Blumen verziert, auf ungewöhnliche Weise aufgesetzt (schräg, verkehrt herum) oder in die Luft geworfen werden etc.
- Trauer: schwarzer Zylinder, schwarzer Schleier etc.

## Geschichtliche Entwicklung in Europa

### Antike
Gelegentliche Funde von Filz- und Pelzkappen und wollenen Haarnetzen als Grabbeigaben oder Bekleidung von Moorleichen, besonders aus Norddeutschland und Skandinavien, datieren bereits in die Bronzezeit. In Bergwerken der Hallstattzeit wurden spitze Fellkapuzen, als Arbeitskleidung der Bergleute, gefunden. Generell scheinen Kopfbedeckungen aber nicht sehr verbreitet gewesen zu sein.
Häufiger waren Kopfbedeckungen in Kleinasien und Ägypten. Auf ägyptischen Darstellungen erscheinen zum Beispiel die Krieger der Seevölker mit Federkronen und Hörnerhelmen. Wahrscheinlich waren Kopfbedeckungen aus Filz schon bei den Hethitern verbreitet. Das einfache Volk trug, neben halbkugeligen Filzkappen, auch spitze, kegelförmige Hüte. Charakteristisch für Lyder, Phryger, Parther und Meder wurde die weiche phrygische Mütze, deren beutelartiger Zipfel oft ausgestopft wurde und nach vorne überhing. Ähnliche weiche Kopfbedeckungen, allerdings mit langen Nacken- und Ohrenlaschen, ähnlich dem modernen Baschlik, wurden von eurasischen Reitervölkern, wie den Skythen, getragen, besonders hohe und spitze Formen von den Saken.
Die zeremoniellen Kopfbedeckungen hoher Würdenträger waren hingegen schon früh sehr aufwendig gestaltet. Neben die oft sehr hohen, zusätzlich mit heiligen Binden (Infuln) umwundenen Kronen traten bei Ägyptern, Assyrern und Persern auch Perücken als Herrschaftszeichen.

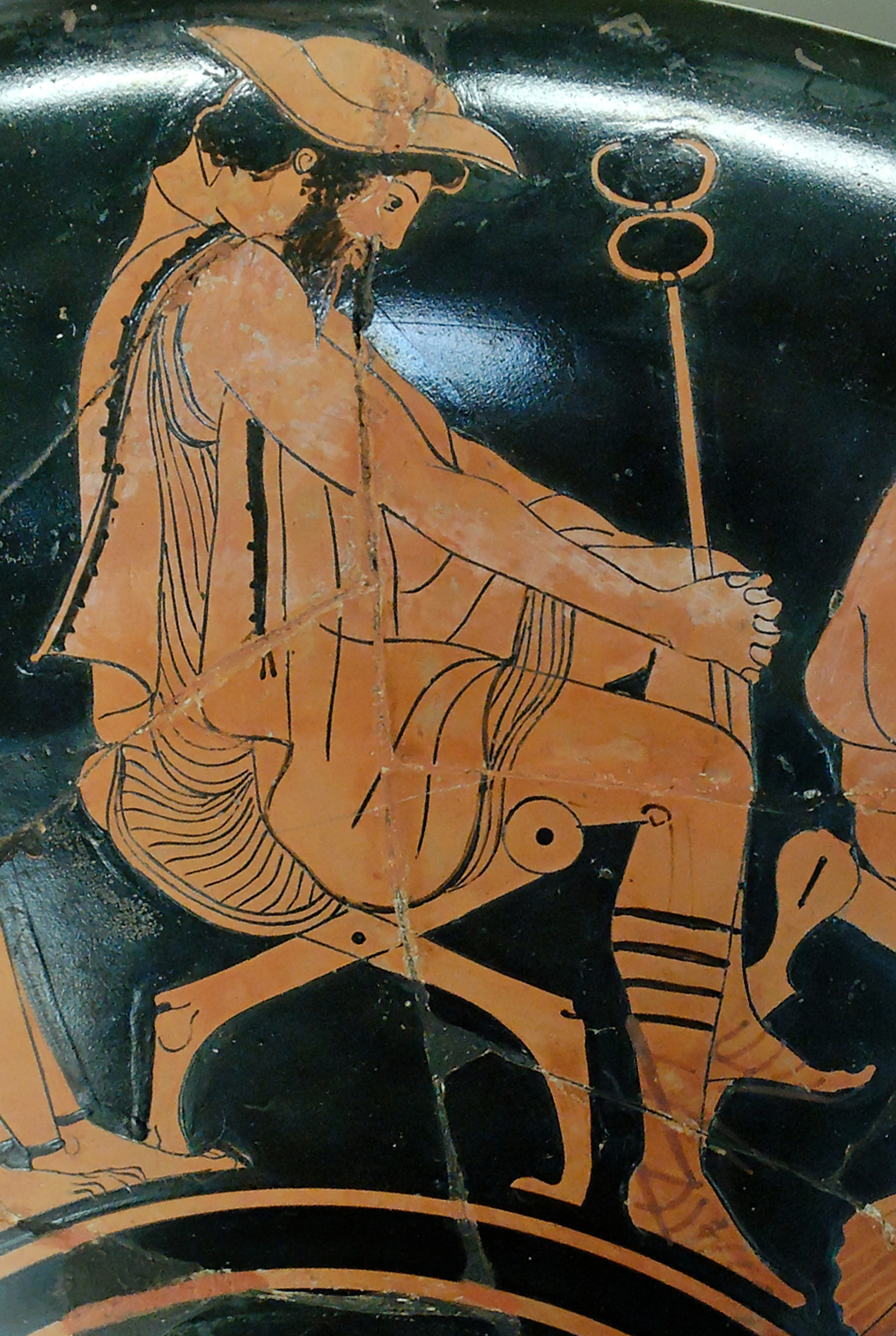
Hermes mit Petasos und Stab

Bei den Griechen scheinen Kopfbedeckungen erst nach Kontakten mit kleinasiatischen Kulturen gebräuchlicher geworden zu sein. So wird in den homerschen Epen, neben den Helmen der Krieger sowie den Kopfbinden und Schleiern der Frauen, nur einmal eine Kappe aus Ziegenfell erwähnt, die der Vater des Odysseus trägt. Die kleinasiatische Filzkappe übernahmen sie unter dem Namen Pilos, das Haarband unter dem Namen Mitra. Besonders in Thessalien und Makedonien etablierte sich daneben die flache, barettartige Kausia und der breitkrempige Petasos (der zum Attribut des reisenden Götterboten Hermes wurde) als Sonnenschutz. Schließlich finden sich bei den Griechen auch Wettermäntel mit Kapuze (vielleicht durch Vermittlung der keltischen Galater, vgl.: Telesphoros).
Vornehme Frauen bedeckten ihr Haupt mit der Palla. Diese Kopfbedeckungen wurden von den Römern übernommen, die ansonsten aber eher barhäuptig gingen. Nur die Flamines trugen Galerus und Apex als Zeichen ihrer priesterlichen Würde. Erst in nachaugustäischer Zeit kamen vermehrt Kleidungsstücke der unterworfenen Völker in Gebrauch, wie Kopftücher für Frauen (palliola) oder der Wettermantel unter dem Namen Paenula. Der Pileus war zunächst die Kopfbedeckung von Fischern und Handwerkern, dann aber das Rangzeichen der freigelassenen Sklaven.
Bei den Germanen scheinen Kopfbedeckungen zunächst ebenfalls nur selten getragen worden zu sein. Tacitus erwähnt die Kopftücher germanischer Frauen, die auch auf der Trajanssäule und der Mark-Aurel-Säule zu sehen sind. Ansonsten wurden die Germanen durchgängig barhäuptig dargestellt. Schriftliche Quellen erwähnen nur gelegentlich Helme, und selbst diese wurden wohl oft nur von Häuptlingen und adeligen Kriegern benutzt. So trug der Alamannenkönig Chnodomar, laut Ammianus Marcellinus, in der Schlacht von Straßburg nur einen torulus, eine rote Kopfbinde. Jordanes berichtet von den Hüten (pillei) der ostgotischen Priester.

### Mittelalter
Aus der Zeit der fränkischen Merowinger und Karolinger sind zahlreiche Darstellungen und Erwähnungen von Helmen bekannt. Daneben scheinen Kopfbedeckungen die Ausnahme gewesen zu sein. Karl der Große trug das Diadem nur bei zeremoniellen Anlässen, aber von seiner Gemahlin und seinen Töchtern wird berichtet, dass sie selbst an einem Jagdzug mit kostbarem, kronenartigem Kopfschmuck teilgenommen hätten. Auch bei den Frauen niederen Standes scheint es seit dem 9. Jahrhundert üblich gewesen zu sein, das Haupt, zumindest beim Kirchgang, mit Tüchern, Kapuzen oder Hauben zu verhüllen. Mönche trugen bevorzugt die Kukulle, einen Überwurf mit Kapuze, der später auch von der Landbevölkerung übernommen wurde und heute noch teilweise im Habit mancher Mönchsorden erhalten ist. Einer vieldiskutierten Notiz des Widukind von Corvey zufolge sollen bei einem Kriegszug Ottos des Großen gegen das Westfrankenreich praktisch alle Krieger Strohhüte getragen haben. Möglicherweise handelte es sich hierbei um die damalige „Nationaltracht“ der Sachsen, um das Standessymbol freier Bauern, um eine gezielte Verhöhnung der schwerer bewaffneten Gegner oder einfach nur um einen kostengünstigen Ersatz für Helme aus Eisen und Leder.
Die alten Spangen- und Nasalhelme der Ritter wurden durch Topfhelme abgelöst (unter denen zusätzlich eine Polsterkappe, eine Hirnhaube, eine Kapuze aus Metallringen oder Plättchen, später eine Bundhaube aus Stoff und eine metallene Beckenhaube getragen wurde), schließlich von der Hundsgugel mit aufklappbarem Visier.

Helmbrecht mit Haube

Im Hochmittelalter wurden kostbare Hauben bzw. Mützen zu einem Standessymbol des Adels. So beginnt der Aufstieg und Fall des Bauernsohnes Helmbrecht in der gleichnamigen Versnovelle mit dem Besitz einer bestickten Haube, die ihn dazu verleitet, sich den Lebensstil eines Raubritters anzumaßen. Gerühmt wurden besonders Hauben und Hüte mit Pfauenfedern, die sowohl von Männern als auch von Frauen getragen wurden. In der Folge dominierte die französische (burgundische) Mode die europäischen Kleidersitten. Aus der Kombination mehrerer Schleier und Kopftücher entwickelten sich das haubenartige Gebende und die Rise der Frauen. Der kranz- oder reifenförmige Schapel wurde zeitweilig auch von Männern getragen, in späteren Volkstrachten aber besonders als Zeichen der Jungfräulichkeit, während das Gebende die verheiratete Frau kennzeichnete.
Im Spätmittelalter wurden Kapuzen und Kapuzenmäntel von allen Schichten getragen. Mit Pelz gefütterte oder verbrämte Kapuzenmäntel wurden unter der Bezeichnung almutium bekannt (von arabisch: al-musta-kah). Einerseits verengte sich dieser Begriff immer mehr auf die Kapuze allein und wandelte sich schließlich zur „Mütze“. Andererseits ist die Sache noch in der Almutie der Kleriker erhalten geblieben. Im 14. Jahrhundert kam die Gugel, ursprünglich eine grobe Kapuze mit Schulterkragen der Bauern und Mönche, auch beim Adel in Mode. Aufwendig zugeschnittene Gugeln mit teilweise extrem langen Zipfeln sowie mit Knöpfen und/oder Zaddeln wurden in verschiedenster Weise getragen, zum Beispiel zu turbanähnlichen Gebilden verschlungen und nach französischer Mode als Chaperon (mittelhochdeutsch: schaperūn) bezeichnet.
Nachdem im frühen 15. Jahrhundert Chaperon und Gugel aus der Mode gekommen waren (letztere wurde nur noch von der Landbevölkerung und von Reisenden beibehalten), verbreiteten sich zunehmend Hüte mit Krempe und barettartige Mützen, unter denen oft noch eine Bundhaube getragen wurde, die die Ohren bedeckte. Unter ägyptisch-arabischem Einfluss (und durch französisch-burgundische Vermittlung) entwickelten sich die Frauenhauben zu komplexen Gebilden wie Hennin, Tantur und Hörnerhaube.

### Neuzeit

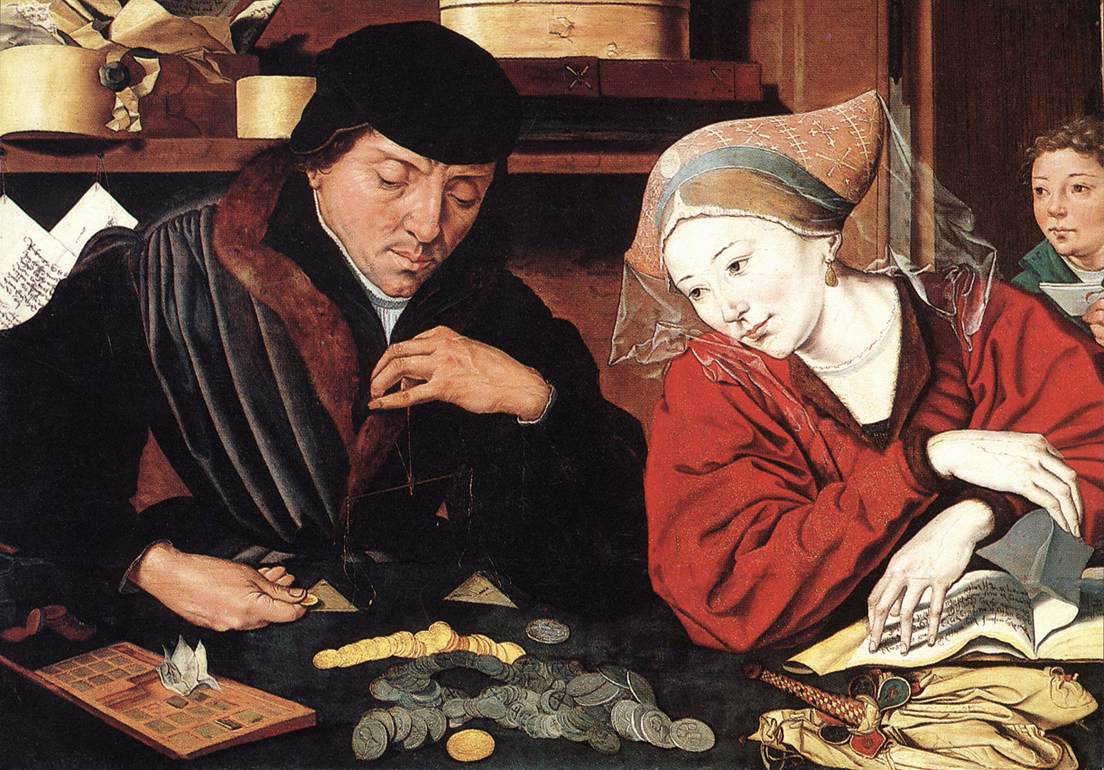
Der Geldwechsler und seine Frau, von Marinus van Reymerswaele, 1541

Das entstehende Bürgertum in den Städten imitierte zunächst weitgehend die Kleidung des Adels, obwohl zahlreiche Kleiderordnungen dem übertriebenen Luxus der nichtadeligen Stände entgegenzuwirken versuchten. Das Barett setzte sich als Kopfbedeckung der wohlhabenden Oberschicht und sonstiger Würdenträger (Juristen, Theologen, Professoren) durch, war nun andererseits besonders den Bauern verboten. Diese trugen stattdessen breitkrempige Filzhüte oder barettartige Mützen aus weniger kostbarem Material. Viele spätmittelalterliche Kopfbedeckungen, die in der Oberschicht aus der Mode gekommen waren, lebten nun in den sich entwickelnden Volkstrachten weiter, besonders in den vielgestaltigen Frauenhauben der süddeutschen freien Reichsstädte. Die Gugel wurde in zwei separate Kleidungsstücke geteilt: der Kopfteil wurde zur Zipfelmütze, der Kragen zum Goller.
Mitte des 16. Jahrhunderts machten kleine, runde französische Hüte und der hohe, steife spanische Hut dem Barett Konkurrenz, und ab etwa 1590 setzte sich letzterer in der Oberschicht, auch bei Frauen, durch. Besonders Maria Stuart machte im 16. Jahrhundert die (französische) Schneppen- oder Stuarthaube wieder hoffähig. Noch während des Dreißigjährigen Krieges hielt die Oberschicht an dieser spanischen Hoftracht fest, während sich in der Bevölkerung schon der breitkrempige Schlapphut der (schwedischen) Soldaten durchsetzte, dessen Krempe später, aus praktischen Gründen, zuerst auf einer Seite, dann auf dreien hochgeklappt und an der Hutkrone befestigt wurde. Einfache Frauen gingen zunehmend barhäuptig.
Um 1700 beherrschte die Fontange die Damenmode: ein delikater, hoher Kopfschmuck aus Bändern, Draht und Spitzen, in den auch das Kopfhaar miteinbezogen war. Der glatzköpfige Ludwig XIV. setzte in ganz Europa die Allongeperücke als Kopfbedeckung des Hofes durch, während der Dreispitz nur noch dekorativ unter dem Arm getragen wurde. Nach seinem Tod wurden die Perücken (mit Beutel oder Zopf) zunehmend kleiner und weiß gepudert. Gleichzeitig wurde auch der nun als Kopfbedeckung praktisch nutzlose Dreispitz zum zusammenklappbaren Zweispitz verkleinert. Die Frauenmode um 1760 wurde sowohl beim Adel als auch im gemeinen Volk von einer unübersehbaren Fülle von Hauben geprägt.

### Moderne
Schon vor der Französischen Revolution machte sich bei den Kopfbedeckungen ein Geschmackswandel bemerkbar: beim (progressiv gesinnten) Adel und beim Bürgertum setzte sich der Zylinder als Kopfbedeckung durch, die Perücken verschwanden. Während des Empire herrschte kurzfristig der Zweispitz vor, dessen besonders große Exemplare als Incroyables („Unglaubliche“) verspottet wurden.

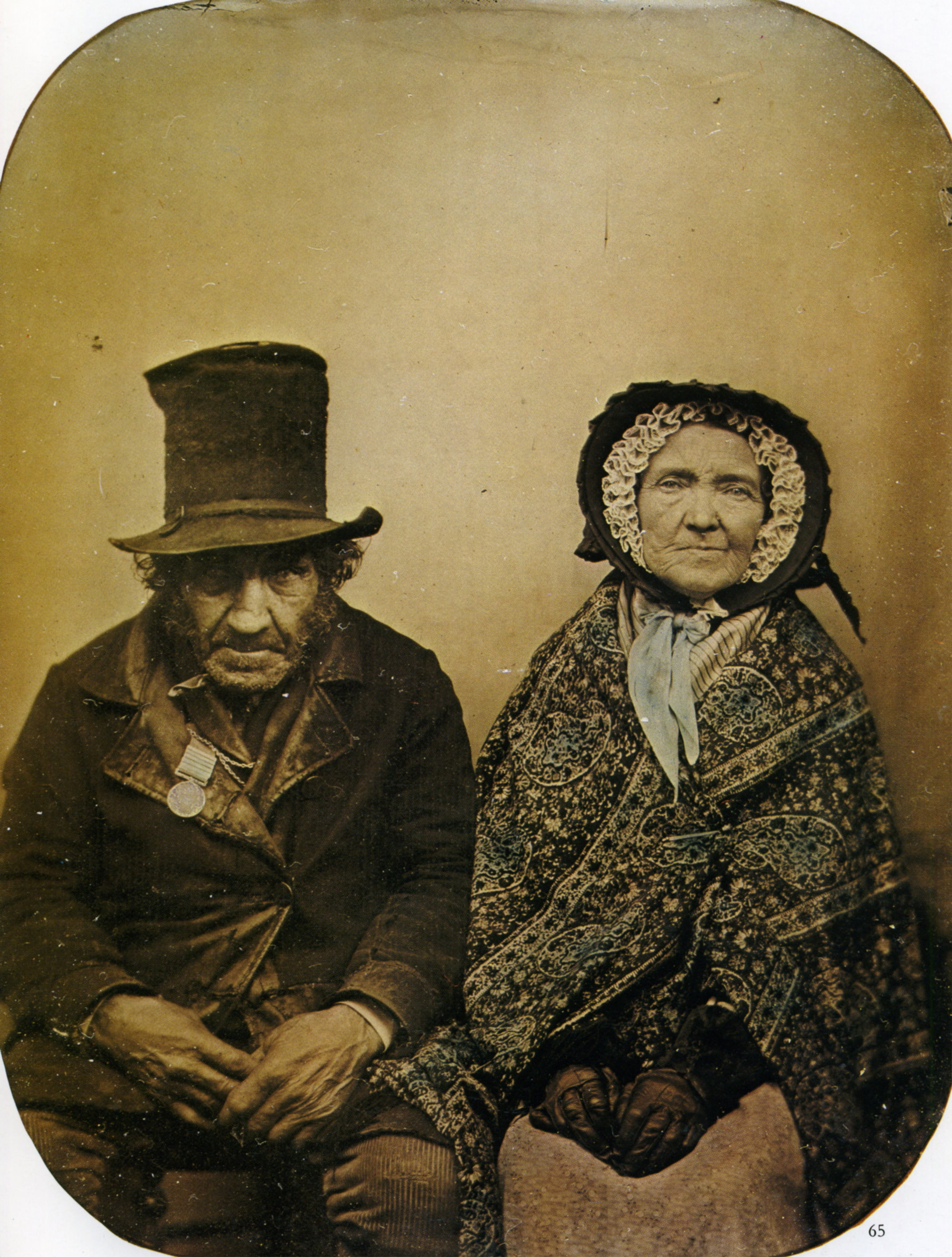
Altes Ehepaar, um 1860

Im 19. Jahrhundert waren Kopfbedeckungen nahezu omnipräsent. Selbst im häuslichen Umfeld wurden Zipfelmützen und Hauskäppchen getragen. Bürgersfrauen trugen im Biedermeier haubenartige Damenhüte, wie die Schute. Gleichzeitig erreichte die Formenvielfalt der Frauenhauben auf dem Land ihren Höhepunkt. Nahezu jedes Dorf hatte seine eigene Frauentracht, oft noch verschiedene Trachten entsprechend dem Anlass und dem Stand. Erst gegen Ende des Jahrhunderts begannen die Volkstrachten zu verschwinden. Unter Männern hingegen machte sich schon etwas früher eine gewisse Nivellierung über Standesgrenzen hinweg bemerkbar: Während im Bürgertum auch zunehmend weiche Hüte angenommen wurden, trugen an Festtagen selbst Bauern Zylinder (aus industrieller Massenproduktion). Noch heute erlangen Schornsteinfeger nach der Gesellenprüfung das Recht, bei der Arbeit einen Zylinder zu tragen. Daneben verbreitete sich die Melone aus England. Nur die Arbeiter bevorzugten auch am Sonntag Mützen. Solche Kleiderkonventionen galten weitgehend bis zum Ersten Weltkrieg. Bei den Damenhüten gab es aber, nach der Aufgabe der Schute, keine dominierenden Formen mehr.
Im 20. Jahrhundert setzte ein allgemeiner Trend ein, weg von formellen Hüten hin zu eher praktisch-sportlichen Mützen. Seit Mitte des Jahrhunderts ging das Tragen von Hüten stark zurück und Barhäuptigkeit wurde wieder die Regel. Heute dominieren bei Kopfbedeckungen vor allem praktische Schutz- sowie bloße Schmuckfunktionen. Die Funktion zur Bezeichnung von Standes- oder Rangunterschieden ist fast völlig geschwunden, außer bei Uniformen.